# Johannes Andreas Planer
Johann Andreas Planer (* um 1665 in Strehla; † 30. August 1714 in Wittenberg) war ein deutscher Mathematiker.

## Leben
Planer war anscheinend der Sohn des Pfarrers Andreas Planer (* 1638 in Belgern; † 1676 in Frauenhain). Er hatte am 29. April 1678 eine Ausbildung an der kurfürstlichen Landesschule Pforta begonnen. Vermutlich begann er an der Universität Leipzig ein philosophisches Grundstudium. Am 10. April 1685 immatrikulierte er sich an der Universität Wittenberg, wo er bei Michael Strauch, Martin Knorre und Johann Baptist Röschel ein Mathematikstudium absolvierte. Am 29. April 1686 erwarb er sich den akademischen Grad eines Magisters der Philosophie, wurde am 30. April 1699 Adjunkt der philosophischen Fakultät und am 26. Juni 1702 zum Professor der niederen Mathematik berufen. Nachdem er 8. Februar 1709 zum Professor der höheren Mathematik ernannt worden war, bekleidete er im Sommersemester 1712 das Rektorat der Alma Mater.

## Werke
- Epistola enthymematica sive extemporales cum indicibus accuratis epistolarum Ciceronis, plinii Bucheri, Schurzfleischii. 3. Bände, Wittenberg 1706–1715, 3. Band (books.google.de).
- Diss. Nova de animae humanae propagatione sentia. Wittenberg 1712, Berlin 1739.
- Diss. Duae de nive. Wittenberg 1694 und 1695.
- Catalogus Johann Baptist Roeschelii cum ejusd. Vita. Wittenberg 1713.
- Paradoxa Metaphysica. Wittenberg 1702.
- Diss. Animo humano
- Diss. Historia Verisciae sigillatim urbis Curiae. Wittenberg 1701 (books.google.de).
- Diss. De magnificentia et liberalitate. Wittenberg 1696.
- Diss de minimis. Wittenberg 1712.
- Panegryricum Joh. Henrico Feustkingio. Wittenberg 1714.
- Oratio in memoriam Seb. Kirchmaieri.
- Praeclarissimo viro, Dn. Joanni Godofredo Bauero. 1698 (books.google.de).